# La Iruela
La Iruela és un municipi situat a l'Est de la província de Jaén (Espanya). Es troba a la falda de la serra de Cazorla, coronant la vall del Guadalquivir.
Pertanyen al municipi de La Iruela les pedanies de Burunchel, El Berrueco, El Palomar, Arroyo Frío i San Martín.